# The Land Before Time XIII: The Wisdom of Friends
The Land Before Time XIII: The Wisdom of Friends (En busca del valle encantado 13: La sabiduría de los amigos en España, y La tierra antes del tiempo XIII: La sabiduría de los amigos en Hispanoamérica) es una película estadounidense de animación de 2007 dirigida por Charles Grosvenor y producida por Universal Studios, perteneciente a la franquicia En busca del valle encantado.

## Sinopsis
Una nueva aventura de Piecito, Cera, Spike, Petrie y Patito, que están emocionados tras conocer a dos adorables Beipiaosaurios clari panzas, Loofah y Doofah... 

## Reparto y doblaje
| Personaje                        | Voz en inglés          | Voz en español          |
| -------------------------------- | ---------------------- | ----------------------- |
| Piecito                          | Cody Arens Logan Arens | Chelo Molina            |
| Cera                             | Anndi McAfee           | Adelaida López          |
| Patito                           | Aria Noelle Curzon     | Yolanda Pérez Segoviano |
| Petrie                           | Jeff Bennett           | Pablo Tribaldos         |
| Abuela de Piecito                | Miriam Flynn           | Matilde Conesa          |
| Señor Trescuernos, padre de Cera | John Ingle             | Carlos Kaniowski        |
| Púas                             | Rob Paulsen            | N/D                     |
| Tría                             | Jessica Gee            | Isabel Donate           |
| Loofah                           | Cuba Gooding Jr.       | Juan José López Lespe   |
| Doofah                           | Sandra Oh              | Pepa Castro             |

- Datos: Q1042099